# Мочалище (Україна)
Моча́лище — село в Україні, у Новобасанській сільській громаді Ніжинського району Чернігівській області.

## Географія
Село Мочалище знаходиться приблизно в 14 км на захід від центру села Нова Басань. Середня висота населеного пункту — 114 м над рівнем моря. Село знаходиться в зоні помірного помірно-континентального клімату.

## Історія
У Описі Київського намісництва 1781 року на хуторі Мочалинскомъ були 4 хати посполитих. У Книзі Київського намісництва 1787 року згадано хутір Молачинской его сиятельства Кирилы Григорьевича Разумовского, у якому мешкало 10, або 8 дорослих чоловіків. Імовірно, це той самий хутір. На мапі Російської імперії (1801–1804) вказано Мочалище.
В 1859 році Мочалище (Ярославської волості) належало до Козелецького повіту Чернігівської губернії з населенням 181 особа в 22 дворах.
1892 року Мочалище Новобасанської волості - 2 двора, 20 жителів.  1892 року Мочалище Ярославської волості - 68 дворів, 200 жителів.
У 1919–1921 Чернігівське губернське статистичне бюро склало список населених пунктів губернії. Згідно з цим списком, що був опублікований у 1924, у селі було 125 господарств, у яких проживало 587 людей. В селі була сільрада, якій також підпорядковувалися хутори Новоселиця і Тимки. До районного центру Бобровиця, що тоді підпорядковувався Ніжинському округові, вела ґрунтова дорога довжиною 20 верст. В селі була школа. Торгові пункти, промислові заклади, телефонні установки і поштово-телеграфні заклади — відсутні. Найближча залізнична станція — Заворичі (15 верст).
1926 року - 143 двори, 650 жителів.
18 грудня 1942, внаслідок дій партизанів, село було повністю спалене каральним формуванням окупантів. Загинуло 267 мирних жителів.

## Пам'ятки
У лісі біля села на партизанському кладовищі споруджено меморіал на честь партизанів, які віддали життя в боротьбі із загарбниками і спровокували спалення села.

## Люди
- Погрібний Анатолій Григорович (1942, Мочалище — 2007) — український літературознавець, письменник, критик і публіцист, політичний, культурний і громадський діяч
- Шуплик Степан Максимович (1889–1956) — поет-партизан, учасник партизанської боротьби під час Німецько-радянської війни